# Saint-Alyre-d’Arlanc

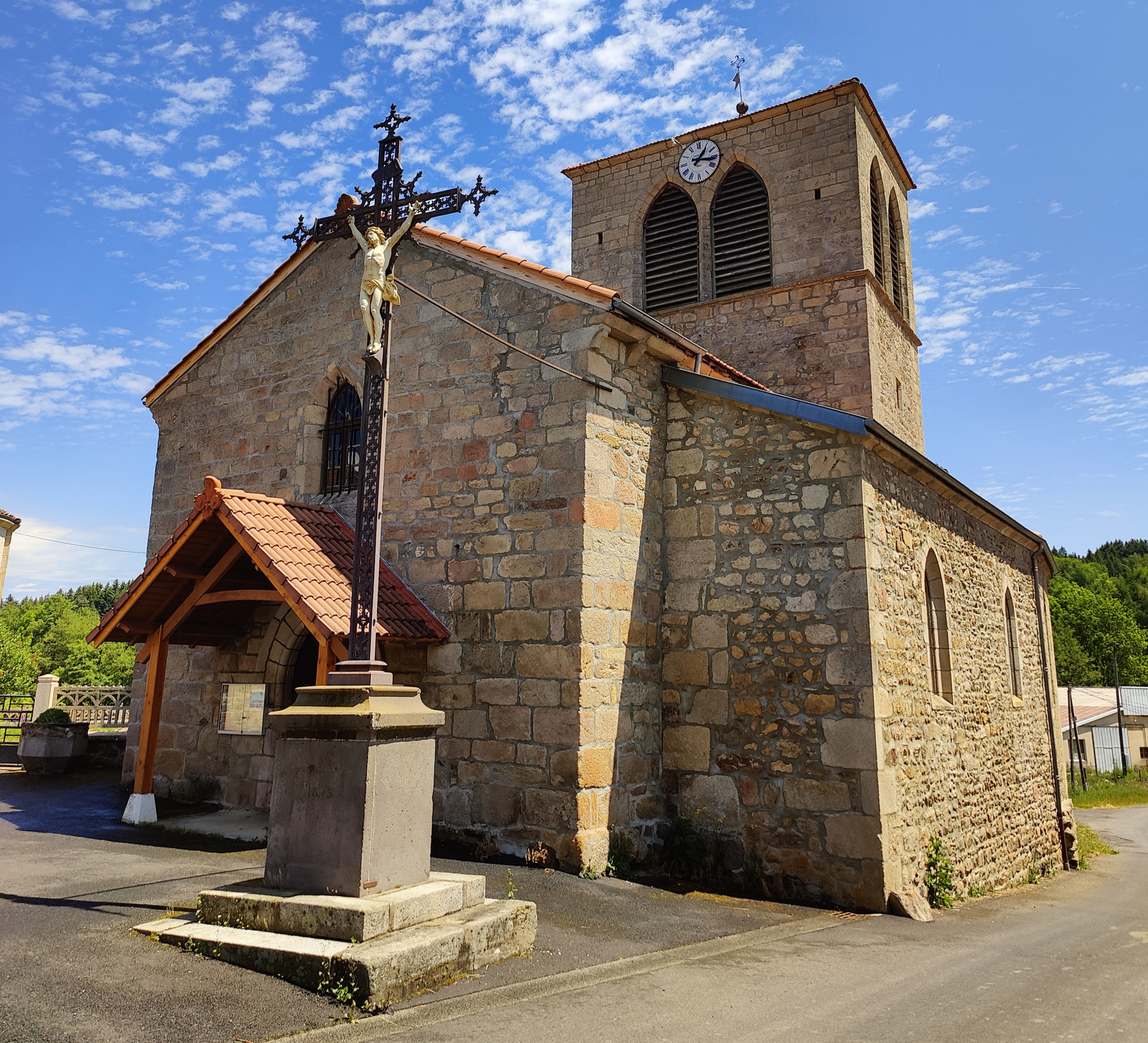
Kirche Notre-Dame de la Bienheureuse Vierge Marie in Saint-Alyre-d'Arlanc

Saint-Alyre-d’Arlanc ist eine französische Gemeinde mit 136 Einwohnern (Stand 1. Januar 2022) im Département Puy-de-Dôme in der Region Auvergne-Rhône-Alpes (vor 2016 Auvergne). Sie gehört zum Arrondissement Ambert und zum Kanton Ambert (bis 2015 Arlanc).

## Geographie
Saint-Alyre-d’Arlanc liegt etwa 70 Kilometer südöstlich von Clermont-Ferrand und etwa 58 Kilometer westsüdwestlich von Saint-Étienne im Regionalen Naturpark Livradois-Forez. Umgeben wird Saint-Alyre-d’Arlanc von den Nachbargemeinden Doranges im Norden und Nordwesten, Saint-Sauveur-la-Sagne im Nordosten, La Chapelle-Geneste im Osten, Cistrières im Süden sowie Laval-sur-Doulon im Westen und Südwesten.

## Bevölkerungsentwicklung
| Jahr                       | 1962 | 1968 | 1975 | 1982 | 1990 | 1999 | 2006 | 2013 |
| Einwohner                  | 513  | 421  | 304  | 239  | 219  | 185  | 185  | 165  |
| Quellen: Cassini und INSEE |      |      |      |      |      |      |      |      |

## Sehenswürdigkeiten
- Kirche Saint-Jean-Baptiste